# Sven Hedin
Sven Anders Hedin (Stoccolma, 19 febbraio 1865 – Stoccolma, 26 novembre 1952) è stato un esploratore, geografo e geopolitico svedese.

## La vita
Hedin nacque a Stoccolma. Tra il 1886 e il 1892 studiò geologia, mineralogia, zoologia, e latino all'Università di Stoccolma, di Uppsala, di Berlino ed Halle. Fu allievo di Ferdinand von Richthofen e Alfred Kirchhoff.
Tra il 1892 ed il 1935 guidò varie spedizioni nell'Asia centrale. Nel 1902 fu l'ultimo svedese della storia ad essere insignito d'un titolo nobiliare ereditario. Divenne membro della Accademia Svedese nel 1913.
Tra i suoi primati, anche la produzione della prima mappa dettagliata di Pamir, Taklamakan, Tibet, dell'antica via della seta e dell'Himalaya. Pare sia stato il primo europeo a comprendere che l'Himalaya fosse un'unica catena montuosa.
Sebbene sia stato principalmente un esploratore, Hedin fu anche il primo occidentale a dissotterrare le rovine delle antiche città buddiste nell'Asia centrale cinese. Nel 1899 scoprì l'antico presidio cinese di Loulan (Lou-lan) nel deserto di Taklamakan. I numerosi manoscritti dissotterrati in quel luogo provano l'enorme importanza storica del ritrovamento.
Negli ultimi tempi disegnò le mappe di ampie zone inesplorate delle alture tibetane, ma non riuscì mai a realizzare il suo ultimo grande sogno: accedere alla città proibita di Lhasa.
Fu amico personale di Gustavo V di Svezia (e della sua regina Victoria de Baden) che frequentò regolarmente. Insieme a Carl Bennedich fu autore del cosiddetto borggårdstalet (il discorso al castello reale) che fu letto all'arrivo della marcia armata contadina (bondetåget) nella dimora reale. In questo discorso, il Re denunciava aspramente la politica di difesa del governo di Karl Staaff, che fu costretto alle dimissioni.
Sven Hedin pensava che l'Unione Sovietica costituisse una grave minaccia per l'occidente, ed anche per questo supportò ed ammirò Adolf Hitler (che peraltro ricambiava affettuosamente) prima e durante il Terzo Reich. Tuttavia Hedin non fu mai un vero nazista, e fu anzi sostanzialmente ingannato dai nazionalsocialisti. Nel suo libro Tyskland och världsfreden (La Germania e la pace mondiale) Hedin lanciò una chiara invettiva contro il governo tedesco:
Nel mio sangue ogni sedicesima goccia è di origini ebraiche. Io amo questa sedicesima goccia e non voglio assolutamente rinunciarvi.
In Germania il libro fu bandito.

## Spedizioni

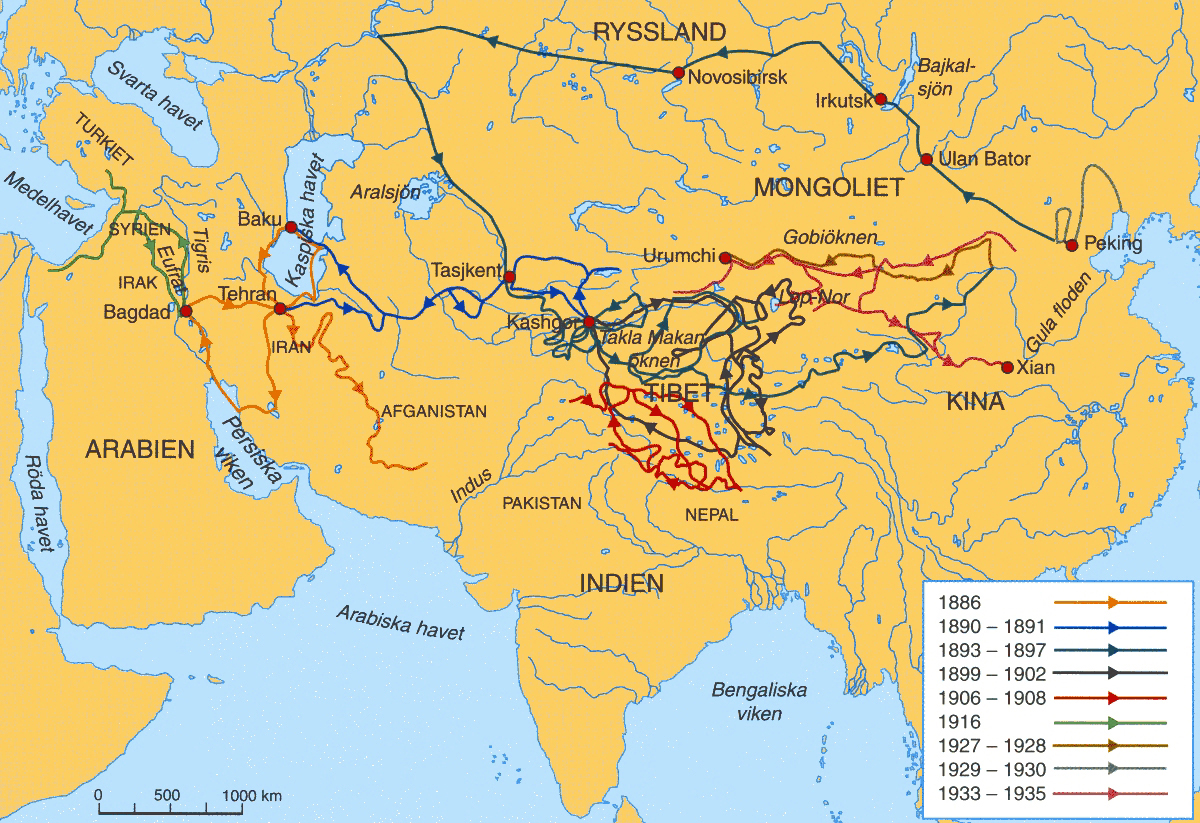
Spedizioni 1886-1935.

- 1885-1886 Prima escursione in Russia, nel Caucaso, in Persia, in Iraq e in Turchia.
- 1890-1891 Seconda escursione in Persia e in Asia centrale.
- 1893-1897 Ancora Asia centrale. Alla traversata del deserto di Taklamakan solo lui ed un altro membro della spedizione sopravvissero. Tibet e finalmente Pechino.
- 1899-1902 Asia centrale. Mappatura del Tibet. Provò anche a raggiungere Lhasa, ma senza successo.
- 1905-1909 Terza spedizione in Asia centrale, precisamente in Himalaya, dove trascorse molto tempo nella regione del Tibet e dove probabilmente divenne il primo europeo a comprendere il sistema montuoso trans-himalayano.
- 1926-1935 La cosiddetta spedizione sino-svedese (parzialmente sponsorizzata dal governo tedesco e dalla compagnia aerea di bandiera Lufthansa) verso il deserto del Gobi e la Mongolia. In questo periodo conobbe anche Chiang Kai-shek, che reputò una personalità notevole.

## Pubblicazioni
(la seguente lista è incompleta)
- 1887 Viaggio attraverso la Persia e la Mesopotamia
- 1891 Konung Oscars beskickning till Schahen af Persien, år 1890 (in svedese)
- 1898 Attraverso l'Asia
- 1903 In Asia
- 1904-1907 Coautore dei Risultati Scientifici di un'escursione in Asia Centrale tra il 1899 e il 1902
- 1909 Transhimalaya
- 1925 La mia vita d'esploratore
- 1934 Una conquista del Tibet
- 1937 Il lago errante
- 1937 La strada della seta

## Curiosità
- Nel romanzo Auto da fé di Elias Canetti, è chiamato in modo omonimo all'esploratore (non è chiaro se sia lui o meno), uno degli avventori del locale denominato "Babbuino".[1]